# Celtic Woman: A Celtic Christmas
Celtic Woman: A Celtic Christmas – album kompilacyjny zespołu Celtic Woman, wydany 25 listopada 2011 roku w Niemczech. Album zawiera występy wokalistek Chloë Agnew, Lisy Kelly, Lynn Hilary, Lisy Lambe, Órli Fallon, Méav Ní Mhaolchatha oraz skrzypaczki Máiréad Nesbitt. Większość utworów pochodzi z poprzednich wydań (Celtic Woman: A Christmas Celebration oraz Celtic Woman: Lullaby). Album ten jest trzecim o tematyce bożonarodzeniowej wydany przez grupę. Nowe utwory w tym albumie to An Angel i There Must Be An Angel, dwa nagrania na żywo z Teatru Helix w Dublinie.

## Lista utworów
| Nr  | Tytuł                                                  | Wykonawca                                                                  | Czas  |
| --- | ------------------------------------------------------ | -------------------------------------------------------------------------- | ----- |
| 1.  | "An Angel"                                             | Chloë Agnew, Lisa Lambe, Máiréad Nesbitt                                   | 03:36 |
| 2.  | "There Must Be An Angel (Playing With My Heart)"       | Chloë Agnew, Lisa Lambe, Máiréad Nesbitt                                   | 04:30 |
| 3.  | "O Holy Night"                                         | Chloë Agnew, Órla Fallon, Lisa Kelly, Máiréad Nesbitt, Méav Ní Mhaolchatha | 04:26 |
| 4.  | "Ding Dong Merrily on High"                            | Chloë Agnew, Órla Fallon, Lisa Kelly, Máiréad Nesbitt, Méav Ní Mhaolchatha | 02:47 |
| 5.  | "Away in a Manger"                                     | Órla Fallon                                                                | 02:32 |
| 6.  | "White Christmas"                                      | Chloë Agnew, Lisa Kelly, Méav Ní Mhaolchatha                               | 03:22 |
| 7.  | "Silent Night"                                         | Máiréad Nesbitt, Méav Ní Mhaolchatha                                       | 03:26 |
| 8.  | "Have Yourself a Merry Little Christmas"               | Chloë Agnew, Órla Fallon, Lisa Kelly, Máiréad Nesbitt, Méav Ní Mhaolchatha | 02:28 |
| 9.  | "O Come All Ye Faithful"                               | Chloë Agnew, Órla Fallon, Lisa Kelly, Máiréad Nesbitt, Méav Ní Mhaolchatha | 03:52 |
| 10. | "The Little Drummer Boy"                               | Chloë Agnew, Órla Fallon                                                   | 03:48 |
| 11. | "Stay Awake"                                           | Chloë Agnew, Lisa Kelly, Lynn Hilary, Máiréad Nesbitt                      | 03:22 |
| 12. | "Suantraí"                                             | Lynn Hilary                                                                | 03:19 |
| 13. | "Walking in the Air"                                   | Chloë Agnew                                                                | 03:30 |
| 14. | "When You Wish Upon a Star"                            | Lisa Kelly, Máiréad Nesbitt                                                | 03:16 |
| 15. | "Baby Mine"                                            | Chloë Agnew                                                                | 03:10 |
| 16. | "Hush Little Baby"                                     | Lisa Kelly                                                                 | 00:51 |
| 17. | "Harry's Game" (Live from the Helix, Dublin, Irlandia) | Órla Fallon                                                                | 02:31 |
| 18. | "Ave Maria" (Live from the Helix, Dublin, Irlandia)    | Chloë Agnew                                                                | 02:53 |